# Торо камерунський
То́ро камерунський (Phyllastrephus poensis) — вид горобцеподібних птахів родини бюльбюлевих (Pycnonotidae). Мешкає в Західній Африці.

## Поширення і екологія
Камерунські торо мешкають в горах Камерунської лінії, зокрема на острові Біоко. Вони живуть в гірських тропічних лісах.